# Mohamed Tahar Fergani
Pour les articles homonymes, voir Fergani.
Mohamed Tahar Fergani (en arabe : محمد الطاهر الفرقاني), né Reganni, le 9 mai 1928 à Constantine (Algérie français) et mort le 7 décembre 2016 à Paris,, est un chanteur, violoniste algérien.

## Biographie
Mohamed Tahar Fergani naît dans une famille de musiciens. Son père, Cheikh Hamou Fergani (1884–1972) était un chanteur et compositeur algérien réputé de Houzi,, un style populaire en provenance de Tlemcen. Il est d'abord formé à la flûte (de roseau, appelée fhel ou djouwak) lorsqu'il a six ans et ensuite tous les instruments andalous et par son frère Abdelkrim au métier de la broderie.
Mohamed Tahar Fergani débute dans le genre oriental, du genre charqi en provenance d'Égypte dans un ensemble Toulou' el Fadjr (l'aurore). Puis il change par la suite de style musical pour se rapprocher du Malouf, propre à Constantine et à l'instigation de son maître Cheikh Hassouna, mais également de Cheîkh Baba Abid et que son père lui avait déjà enseigné les bases.
Maître de malouf qui est le répertoire de la musique arabo-andalouse de l'école de Constantine, Mohamed Tahar Fergani est l'un des rares chanteurs à interpréter des compositions sur quatre octaves. Ce qui caractérise Mohamed Tahar Fergani, c'est « sa voix chaude et puissante, fortement imprégnée de couleurs orientales qui l'a rendu célèbre très rapidement » et son coup d'archet[réf. nécessaire].
En plus du Malouf, il interprète le mahjouz (genre populaire constantinois qui dérive du Malouf), Zjoul (genre musical constantinois, aussi ancien que le Malouf) et le hawzi (genre populaire qui dérive du Gharnati de Tlemcen).
Toute la famille Fergani est initiée au Malouf. Sa sœur Zhor Fergani (1915–1982) était aussi chanteuse et son fils ainé, Salim Fergani, est un artiste de malouf et aussi son petit-fils Mouhamed Adlen Fergani qui chante du Malouf aussi.
Mohamed Tahar Fergani a des centaines d'enregistrements à son actif et a reçu plusieurs prix internationaux[réf. nécessaire]. Il a créé son orchestre et son école à Constantine[réf. nécessaire]. Le 18 mai 2008, il a fêté son 80e anniversaire à l'Unesco à Paris. Une de ses chansons parmi les plus connues en Algérie est Ed Dhalma (L'injuste) du poète Cheikh Ben Guenoun.

## Discographie
- Algérie : anthologie de la musique arabo-andalouse. vol. 1, Hadj Mohamed Tahar Fergani, Nûba Maya, Mâluf de Constantine (24 mai 1992, Ocora Radio France C 560002)[12] (OCLC 51912508)
- Anthologie de la musique arabo-andalouse vol. 2 (1992, Ocora Radio France)
- Trésors de la musique algérienne (2CD Institut du monde arabe) (OCLC 56472523)